# محمود نديم نحاس
محمود نديم نحَّاس (ولد 1369 هـ / 1950 م) عالم وباحث سوري في هندسة الميكانيك، متخصِّص في هندسة الطيران، وأستاذ جامعي، ومستشار في تطوير التعليم العالي، وكاتب ومترجم. وأستاذ التصميم الهندسي، وأحد مؤسِّسي قسم هندسة الطيران في جامعة الملك عبد العزيز في جُدَّة، وواضعي مناهجه، ومؤلفٌ رئيس لـ "معجم مصطلحات علوم هندسة الطيران والفضاء"، وله مؤلَّفاتٌ وترجماتٌ وعناية بتعريب العلوم. حاصل على الجنسية البريطانية. وهو والد السياسي السوري عبيدة نحاس، رئيس حركة التجديد الوطني.

## ولادته وتحصيله
وُلد أبو عُبَيدة، محمود نديم بن عبد الوهَّاب بن أحمد نحَّاس في مدينة حلب السورية، يوم الأحد 17 ربيع الآخر 1369هـ الموافق 5 فبراير (شباط) 1950م، في اليوم الذي تعرَّضت فيه بلاد الشام لأعنف عاصفة ثلجية في التاريخ الحديث. نشأ في رعاية والدَيه؛ عبد الوهَّاب نحاس (1913- 1977م) وزكية مَزِيْد (1920- 2000م)، مع أخويه وأخواته الأربع. ودرس في المدارس الحكومية.
درس المرحلة الثانوية في مدرسة التجهيز التي سُمِّيت ثانوية المأمون في مدينة حلب، وهي من أشهر المدارس التي حملت لواء العلم والمعرفة وخرَّجت العديد من أعلام سورية ومفكِّريها، ونال الشهادة الثانوية العامة عام 1968. ثم التحقَ بكلية الهندسة في جامعة حلب، وحصل عام 1973 على الإجازة (بكالوريوس) في الهندسة الميكانيكية، بمرتبة الأول على الكلِّية. ثم أتم دراساته العليا في بريطانيا، فحصل على شهادة (ماجستير) في تصميم الطائرات عام 1977 من كلية هندسة الطيران في جامعة كرانفيلد، ثم على شهادة (دكتوراه) في التصميم الإنشائي للمَركبات الطائرة من الجامعة نفسها عام 1980.

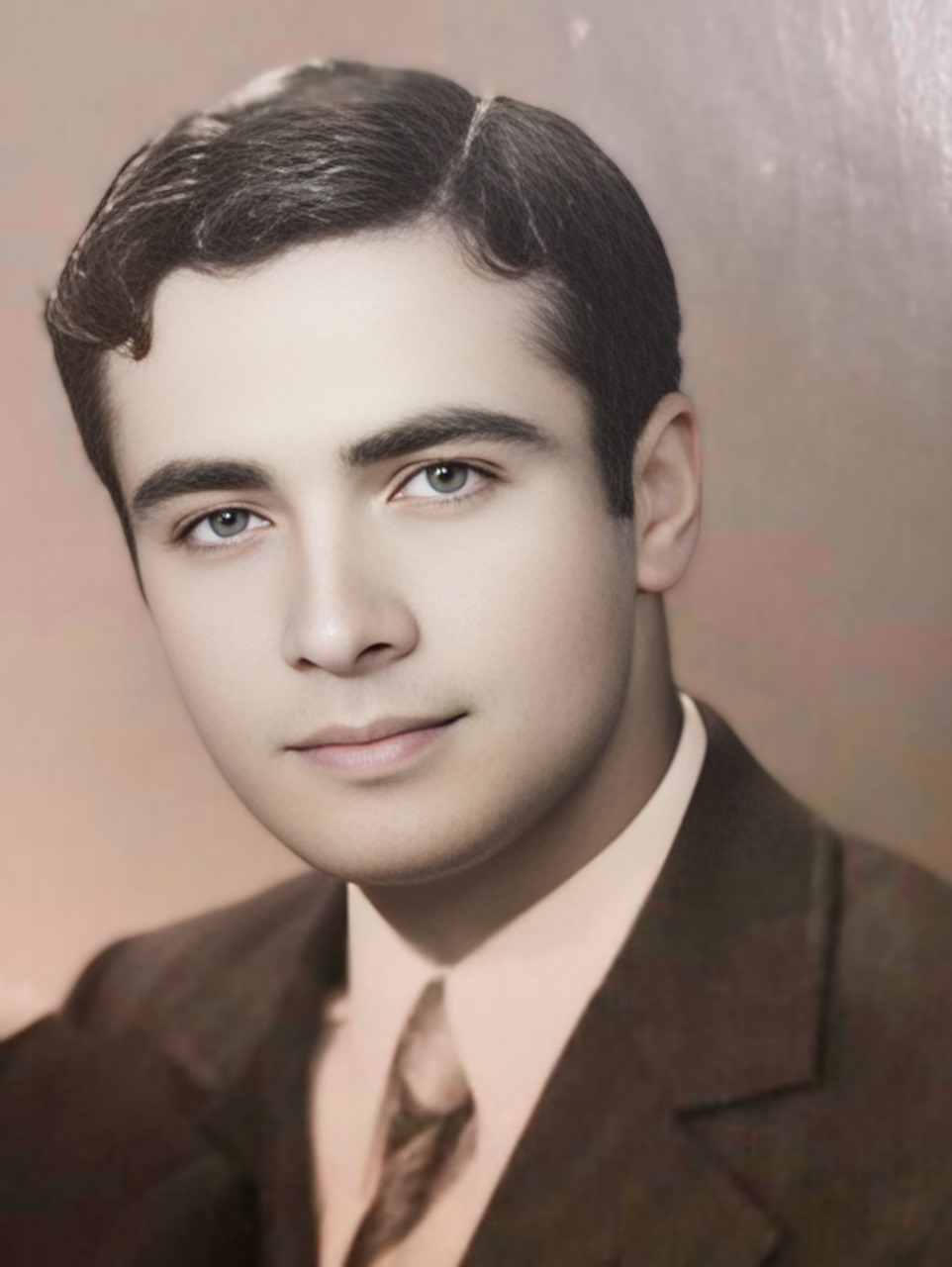
محمود نديم نحاس في شبابه عام 1974

## عمله ووظائفه
بدأ حياته العملية عام 1982 أستاذًا مساعدًا في قسم الهندسة الميكانيكية بجامعة اليرموك في إربد بالمملكة الأردنِّية الهاشمية. ثم رحل عام 1983 إلى المملكة العربية السعودية، والتحقَ بكلية الهندسة بجامعة الملك عبد العزيز، وترقَّى فيها إلى أستاذ مشارك عام 1989، ثم نال مرتبة الأستاذية (بروفسور) عام 1996. شارك في تأسيس قسم هندسة الطيران ووضع مناهجه ومقرَّراته. وطوَّر عدَّة برامجَ تعليمية، مثل برنامج الماجستير لطلَّاب هندسة الطيران، وبرنامج الماجستير في تقنية النانو لطلَّاب كلية الهندسة، وبرنامج الدبلوم الفني في الطيران، وبرنامج دبلوم السكرتير الهندسي.
درَّس عددًا من الموادِّ في هندسة الطيران، ثم أُسندَ إليه تعليم مادَّة التصميم الهندسي لطلَّاب الهندسة. وأشرف على عدد من الرسائل الجامعية، وناقش رسائلَ أُخرى. وإضافة إلى عمله في التعليم الجامعي في كلية الهندسة؛ عمل مستشارًا علميًّا وإستراتيجيًّا في الإدارات العليا في الجامعة؛ فكُلِّفَ الحُكمَ على ملفَّات الترقية لبعض أعضاء هيئة التدريس في عدد من الجامعات، والحُكمَ على بحوث بعض المجلَّات العلمية العالمية.
وهو إلى عمله في التعليم الجامعي مدرِّب في مجال التفكير الهندسي، والتفكير الابتكاري، والتخطيط الإستراتيجي، وإدارة المشروعات، والتفكير بطريقة هرمان. وعمل مستشارًا للتطوير التنظيمي في "شركة باسقات العربية" في السعودية بين عامي 2021 و2022. ويعمل حاليًّا مستشارًا علميًّا في أكاديمية المستقبل العالمية بلندن.

## كتبه وآثاره
نشر أكثر من 80 بحثًا علميًّا في مجلات ومؤتمرات علمية عالمية ومحلِّية، إضافة إلى مقالات في تيسير العلوم للعامَّة. وتقع أوراقه العلمية في عدد من المجالات البحثية، هي: التحليل الإنشائي، والموادِّ المركَّبة، والموادِّ المركَّبة النانوية، وأنظمة الطاقة، ونمذجة مختلِف المسائل الهندسية. وألَّف "معجم هندسة الطيران والفضاء" مؤلفًا رئيسًا، وألَّف عددًا من الكتب، وترجم أُخرى.

### في الصناعة المعجمية

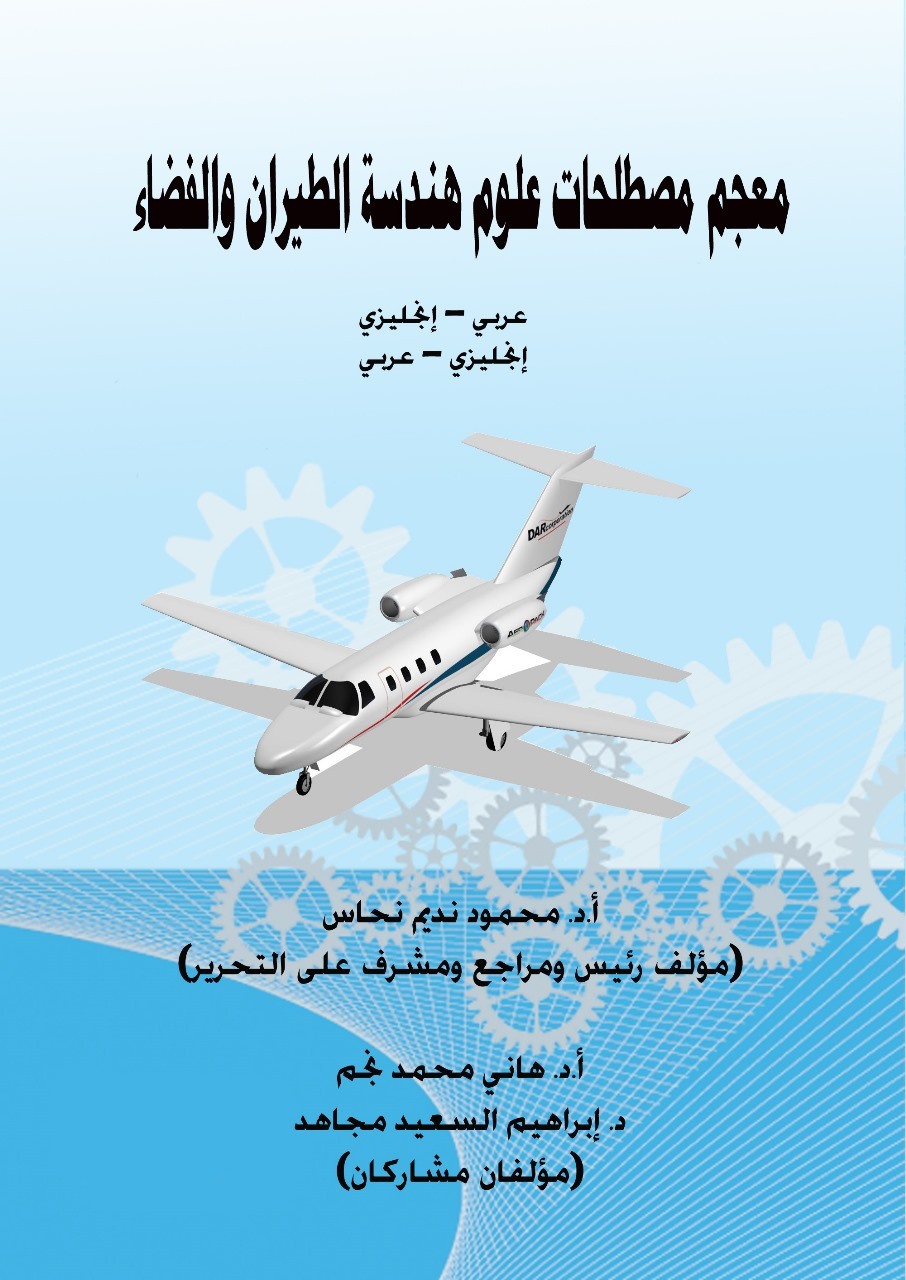

ألَّف الباحث محمود نديم نحَّاس معجمًا لترجمة مصطلحات علوم هندسة الطيران والفضاء، من العربية إلى الإنجليزية أو بالعكس، واحتوى المعجم على 13,500 مصطلح علمي في علوم الطيران والفضاء والعلوم المتعلِّقة بها.
1. معجم مصطلحات علوم هندسة الطيران والفضاء: عربي - إنجليزي (مؤلِّف رئيس، ومُراجع، ومشرف على التحرير)، مركز النشر العلمي، جامعة الملك عبد العزيز، جُدَّة، 2016.
2. معجم مصطلحات علوم هندسة الطيران والفضاء: إنجليزي - عربي (مؤلِّف رئيس، ومُراجع، ومشرف على التحرير)، Dictionary of Technical Terms of Aerospace Engineering: English-Arabic، مركز النشر العلمي، جامعة الملك عبد العزيز، جُدَّة، 2016.

وقد أُنشِئت مِنصَّة رَقْمية خاصَّة لإتاحة المعجم على الشابكة، كما نُشر على مِنصَّة "سوار للمعاجم اللغوية" التابعة لمجمع الملك سلمان العالمي للغة العربية.

### في التأليف (بالعربية)
1. تصميم عنفة غازية لتوليد الطاقة الكهربائية، تقرير علمي، جامعة حلب بسورية، 1973.
2. برمجة باسكال وتيربو باسكال لطلَّاب العلوم والهندسة (مؤلف مشارك)، دار الأمل، عمَّان، أربع طبعات 1987، 1992، 1994، 1997.
3. التحليل التجريبي للإنشاءات (مؤلف مشارك)، أمالي جامعية، الناشر المؤلف المشارك نفسه، 1992.
4. انحراف واستقرار إنشاءات الطائرات، أمالي جامعية، الناشر المؤلف نفسه، 1997.
5. الرسم الهندسي بالحاسوب (مؤلف رئيس)، أمالي جامعية، الناشر المؤلف الرئيس نفسه، 1997.[8]
6. تحليل الإجهادات في إنشاءات الطائرات، مركز النشر العلمي، جامعة الملك عبد العزيز، جُدَّة 1423هـ/ 2002م.[9]
7. مدخل إلى علم الطيران (مؤلف رئيس)، مركز النشر العلمي، جامعة الملك عبد العزيز، جُدَّة، 1439هـ/ 2018م.
8. الجامعات العالمية الرائدة في مجال الابتكار (مؤلف مشارك)، مركز النشر العلمي، جامعة الملك عبد العزيز، جُدَّة، 1440هـ/ 2019م.
9. الهيئة الاستشارية الدَّولية لجامعة الملك عبد العزيز: المسيرة والإنجاز (مؤلف مشارك)، مركز النشر العلمي، جامعة الملك عبد العزيز، جُدَّة، 1440هـ/ 2019م.
10. منارة الدراسات والاستشارات عالمية المستوى (مؤلف مشارك)، مركز النشر العلمي، جامعة الملك عبد العزيز، جُدَّة، 1440هـ/ 2019م.
11. التصميم الأوَّلي للطائرات، أمالي جامعية، الناشر المؤلف نفسه، وفي مرحلة التحرير لينشر في كتاب.
12. سلسلة الحِكَم المَحمُودة: كلُّ يوم تغريدة - كتاب إلكتروني، الناشر Amazon.com، 2022.[10]
13. على جناح الطائر الميمون: الجزء الأول - مقالات في الطيران المدني، كتاب إلكتروني، الناشر Lulu.com، 2022.

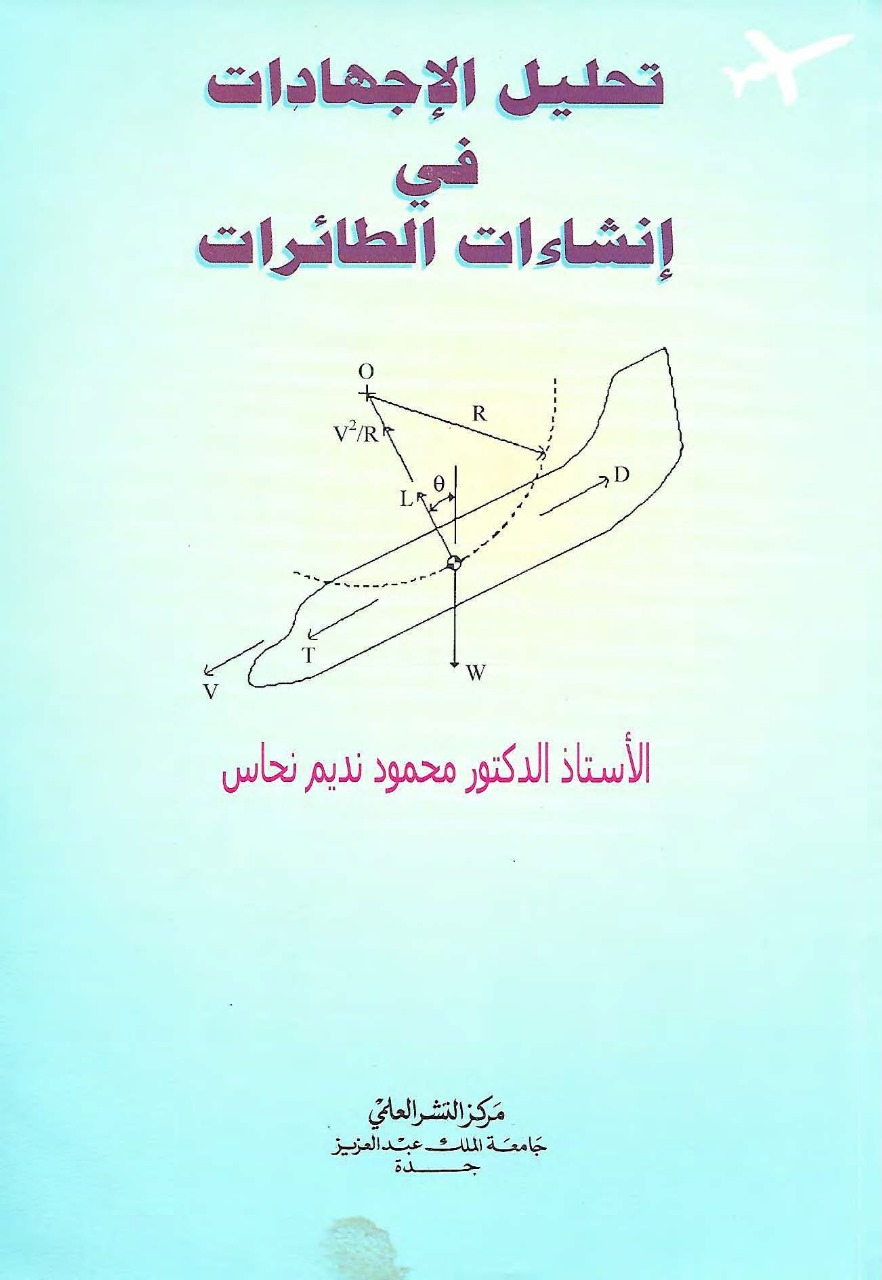

14. على جناح الطائر الميمون: الجزء الثاني - مقالات في الطيران للجميع، كتاب إلكتروني، الناشر Lulu.com، 2024.

### في التأليف (بالإنجليزية)
1. Failure of Laminated Fibre-Reinforced Composite Structures Subjected to Combined Loadings.
2. Development of an Analysis Technique for Self-Excited Oscillations in Aircraft (Helicopter Ground Resonance).
3. F76 Design Project: Aerodynamic Design and Performance of the Propeller; and Wing-nacelle Aeroelastic Calculations.
4. The Leading World’s Most Innovative Universities (Co-Author).
5. The International Advisory Board of King Abdulaziz University: Achievement Story (Co-Author).
6. Beacon of World-Class Studies and Consultations (Co-Author).
7. Finite Element Modelling of Carbon Nanotubes and Their Composites, Chapter 8 in “Computational Finite Element Methods in Nanotechnology”.
8. Restoration of Natural Frequency of Cracked Cantilever Beam Using CNT Composite Patch – A Finite Element Study, Chapter 5 in “Prime Archives in Applied Mathematics”.
9. The Fracture Behaviour of Random Fiber-Reinforced Composite Specimens, Chapter 4 in “Experimental Investigation Techniques and Innovation in Engineering Research and Technology, Vol. 5”.

### في الترجمة
وهي جميعها ترجماتٌ إلى العربية، مرخَّصة من ناشري أصولها الإنجليزية.
1. مُيسَّر فوتوشوب- 5، باشماخ للنشر، 1999.
2. مُيسّر أوتلوك- 2000، باشماخ للنشر، 1999.[11]
3. مُيسّر أوفيس- 2000 (مترجم مشارك)، باشماخ للنشر، 1999.
4. الجامعات الأوروبية: الفرصة السانحة لتجنُّب أزمة وشيكة (مترجم مشارك)، مركز النشر العلمي، جامعة الملك عبد العزيز، 2013.
5. التحوُّل إلى جامعة عالمية المستوى: تجرِبة جامعة الملك عبد العزيز (مترجم مشارك)، مركز النشر العلمي، جامعة الملك عبد العزيز، 2016.
6. التعاون الدَّولي الناجح في مؤسسات التعليم العالي (مترجم مشارك)، مركز النشر العلمي، جامعة الملك عبد العزيز، 2020.
7. الخبرة الدَّولية في تنمية الموارد المالية للجامعات (مترجم مشارك)، مركز النشر العلمي، جامعة الملك عبد العزيز، 2021.
8. تأثير جائحة كوفيد- 19 في قطاعات التعليم والصحَّة والاقتصاد (مترجم مشارك)، مركز النشر العلمي، جامعة الملك عبد العزيز، 2022.

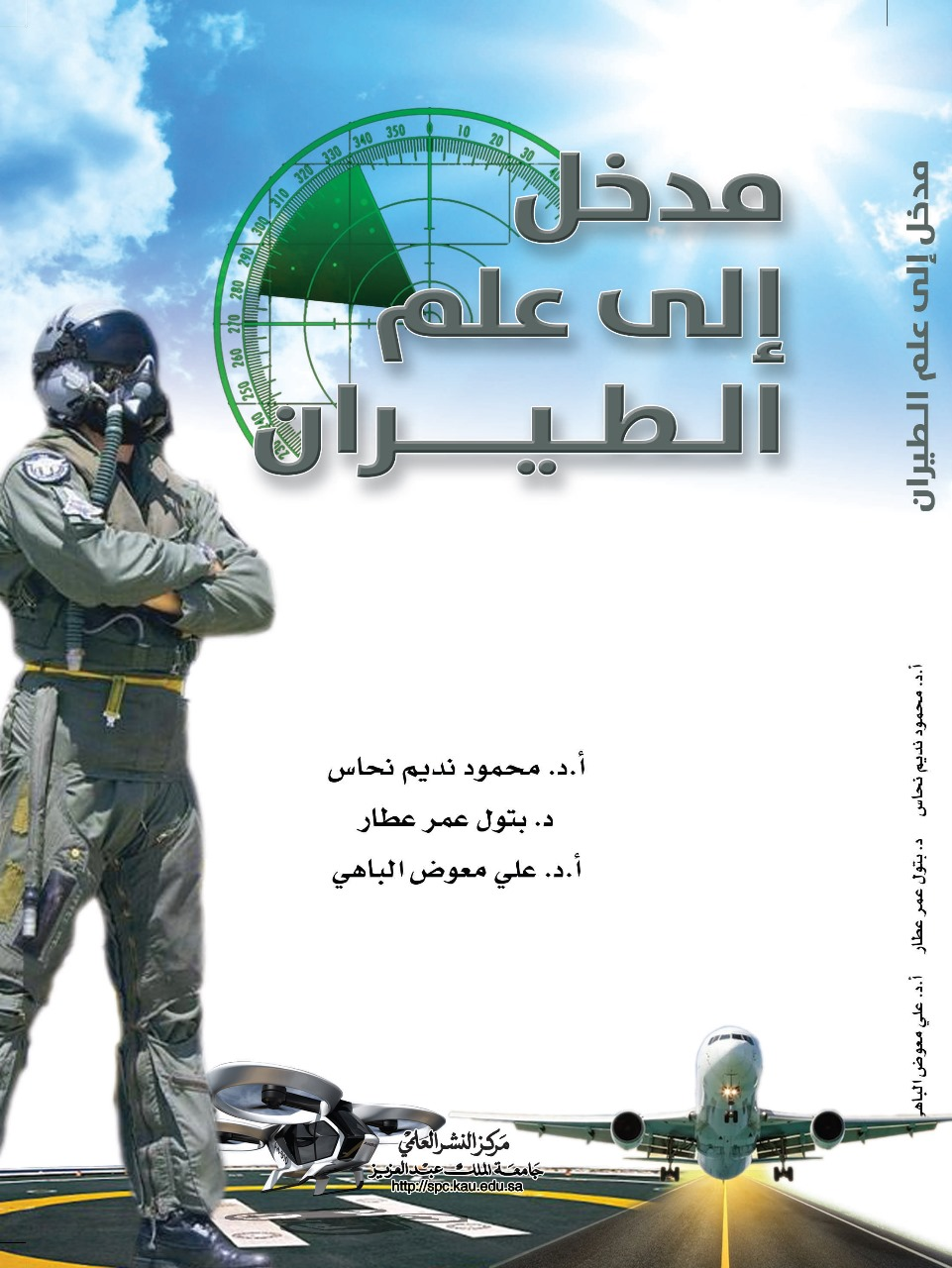
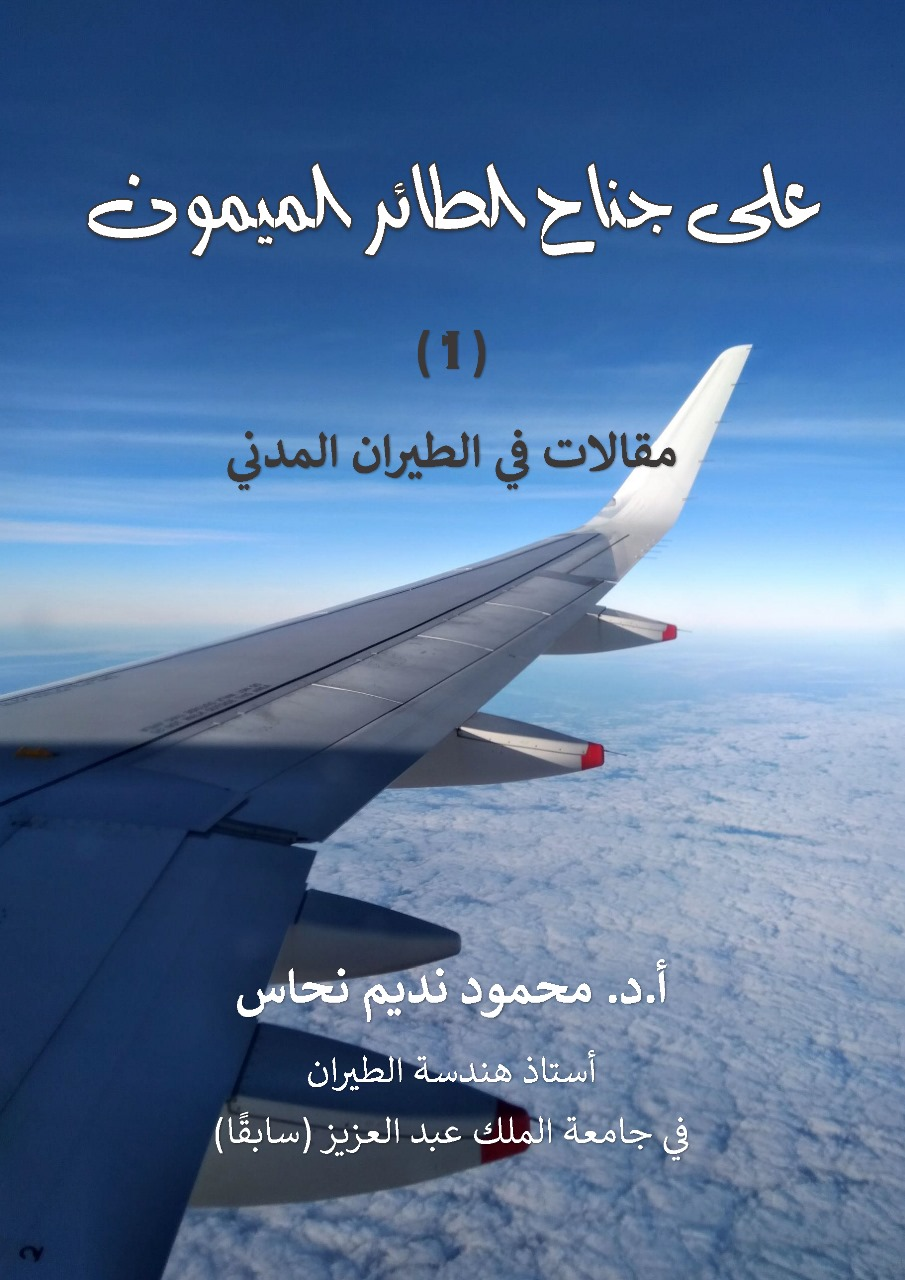
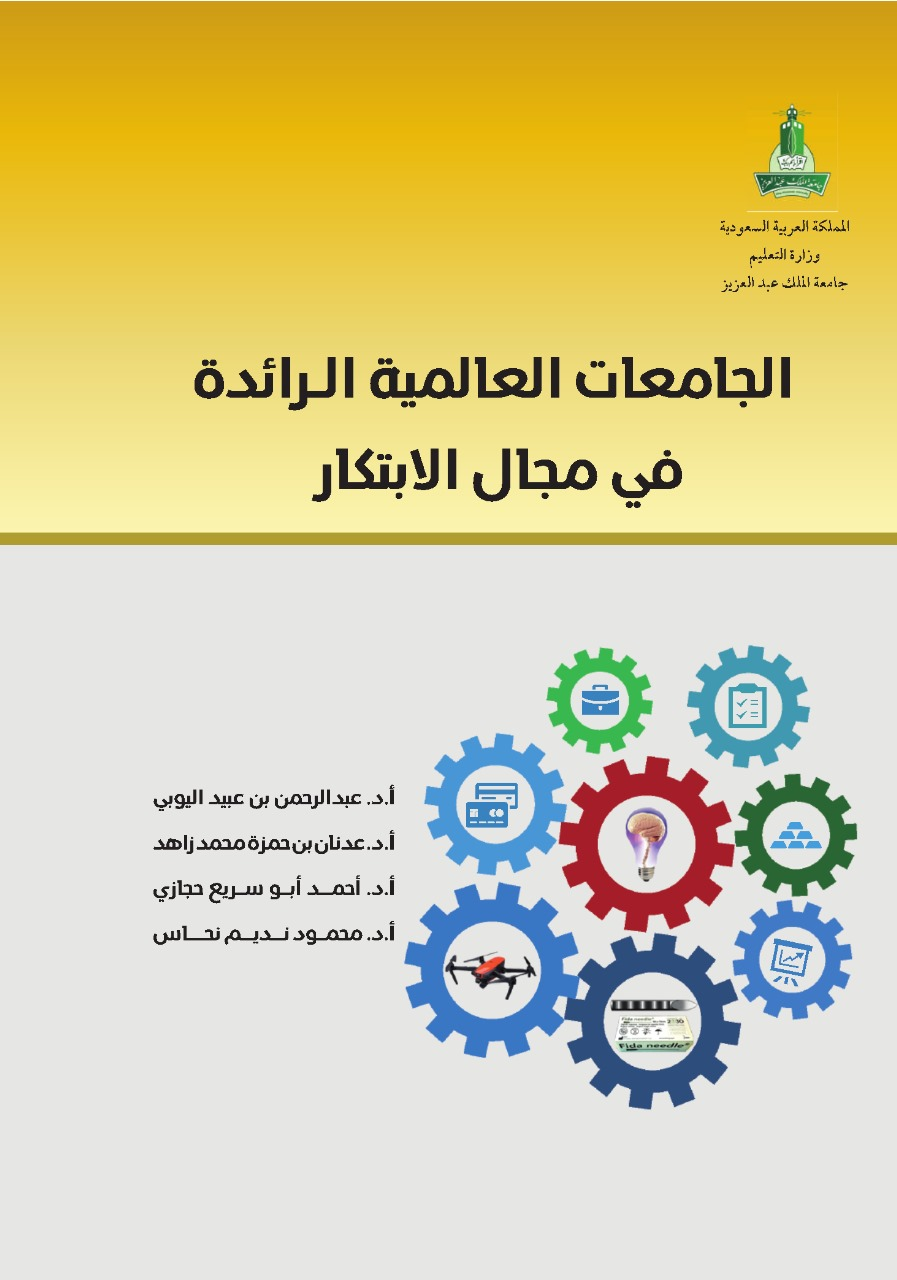

### مقالات لتيسير العلوم
نشر قُرابة 500 مقالة في صُحُف ومجلَّات علمية، في مجال تيسير العلوم وتقريبها لغير المتخصِّصين فيها. منها:
1. صحيفة البلاد (السعودية): 143 مقالة.[12]
2. صحيفة الاقتصادية الإلكترونية (السعودية): 132 مقالة.[13]
3. مجلة الطيران المدني (السعودية): 58 مقالة.
4. مجلة الطيران للجميع (الإلكترونية الدَّولية): 18 مقالة.

أمَّا المقالات التي نُشرت قبل عام 2000 فإنها لا تتوافر على مواقع الشابكة، لكنَّ المِلفَّ الصَّحَفي لجامعة الملك عبد العزيز كان يجمعها.
وهذه قائمة بأهمِّ الصُّحُف والمجلَّات والمواقع التي نشرت تلك المقالات:
1. صحيفة عكاظ (السعودية): 52 مقالة.
2. صحيفة المدينة وملحقها "الرسالة" (السعودية): 14 مقالة.
3. صحيفة الحياة (اللندنية): 10 مقالات.
4. البوابة (الدولية): 6 مقالات.
5. صحيفة الوطن (السعودية): 4 مقالات.
6. صحيفة أخبار الجامعة (السعودية): 4 مقالات.
7. مجلة الخطوط السعودية: 4 مقالات.
8. مجلة الدعوة (السعودية).
9. تواصل (السعودية).
10. صحيفة بوارق الهندسة (الجامعية السعودية).
11. صحيفة الإعلامية (السعودية).
12. صحيفة ناثر (السعودية).
13. مجلة الأمة (القطرية).
14. مجلة النقل والمواصلات (السعودية).
15. مجلة عالم الأعمال (الدولية).
16. مجلة براعم الإيمان (الكويتية).
17. صحيفة الشرق الأوسط (الدولية).
18. مجلة الطيران العربي (السعودية).
19. مجلة الطيران والفضاء (السعودية).
20. صحيفة الجزيرة (السعودية).
21. صحيفة المستقلة (اللندنية).
22. مجلة عالم الصناعة (السعودية).
23. مجلة البناء (السعودية).
24. مجلة الفيصل (السعودية).
25. مجلة اقرأ (السعودية).
26. مجلة رئاسة تعليم البنات (السعودية).
27. رابطة الأدب الإسلامي العالمية.[16]
28. رابطة العلماء السوريين.[17]
29. نور سورية.[18]
30. تجمُّع دعاة الشام.[19]
31. مجلة الفرقان.[20]
32. رابطة كتَّاب الثورة السورية.[21]
33. مجلة إشراقات[22]

### بحوثه ودراساته
شارك الدكتور نحَّاس في ندَوات علمية، منها: المُلتقى العلمي الثالث لأبحاث المدينة المنورة في جامعة طيبة بالمدينة المنوَّرة بورقة عمل عنوانها: "توعية زوَّار المدينة المنوَّرة للحفاظ على البيئة".
وله بحوث منشورة في موقع المنظومة، ومنها:
1. الحفاظ علي بيئة المدينة المنوَّرة بين إيزاع التوعية وردع العقوبة.[25]
2. الاستفادة من مشروعات مؤسسة الويكيميديا في نشر تراثنا وحضارتنا.[26]
3. تجرِبة تعريب بعض علوم هندسة الطيران.[27]
4. التعليم التفاعلي وأهميته في برامج التعليم المستمر.

## في خدمة المجتمع
قدَّم الدكتور نحَّاس اقتراحات مهمَّة لخدمة المجتمع انطلاقًا من عمله البحثي، من ذلك أفكار عملية لمساعدة ملايين الحُجَّاج وزوَّار الحرمين الشريفين في مكة المكرمة والمدينة المنورة، واقترح نموذجًا لولبيًّا لحركة الحُجَّاج في الطواف حول الكعبة المشرَّفة. ونموذجُه المقترَح يمنع التداخل ويتلافى التصادم بين جموع الحُجَّاج، وهو مناسب لجميع الحُجَّاج وضامن لسلامتهم وراحتهم، ولا سيَّما الضعفاء وكبار السنِّ.
واقترح حلًّا علميًّا لخفض الاكتظاظ والتدافُع في الحرم النبوي؛ بمنطقة الروضة الشريفة ومنطقة زيارة قبر الرسول محمد ﷺ. ونموذجُه المقترَح يعتمد على تحريك الناس ببُطء دون أن يشعروا.
وقد حظيت فكرته بالموافقة من الناحية الشرعية، وتناولتها وسائلُ الإعلام باهتمام، ومن المؤمَّل أن تُعتمَد حكوميًّا للتنفيذ.

## في تطوير التعليم العالي
عمل ضمن فريق خاصٍّ لوضع إستراتيجيات ترقية جامعة الملك عبد العزيز في التصنيفات العالمية، وقد حازت على ترتيب متقدِّم في تصنيف شنغهاي، وتصنيف التايمز، وتصنيف كيو إس.

### مناصبه
تقلَّد مناصبَ استشارية وإدارية تنفيذية، وممَّا تولَّاه منها في جامعة الملك عبد العزيز:
- سكرتير مجلس كلية الهندسة.
- مستشار عميد كلية الهندسة.
- مستشار عميد البحث العلمي.
- مستشار وكيل الجامعة للدراسات العليا والبحث العلمي.
- مستشار الأمين العام للهيئة الاستشارية الدَّولية للجامعة. وهذه الهيئة تتألف من قادة مشهورين لعددٍ من الجامعات العالمية من مختلِف بلدان العالم، وينهض بالتنسيق مع هؤلاء الأعضاء لعقد الاجتماع السنوي للهيئة، وتقديم ما يلزمهم من معلومات ودعم مسانِد، قبل الاجتماع السنوي وبعده وفي أثنائه، ممَّا جعله مشهورًا عالميًّا.

### عضوياته
اختيرَ عضوًا في عدد من اللجان الجامعية بجامعة الملك عبد العزيز، مثل:
- اللجنة العلمية لبرنامج العلماء المتميِّزين.
- اللجنة التنفيذية لمركز التميُّز البحثي في الدراسات البيئية.
- اللجنة التأسيسية لكلية الهندسة لفرع رابغ.
- لجنة الاعتماد الأكاديمي التي أدَّت إلى حصول كلية الهندسة على اعتماد كلِّ برامجها الهندسية من هيئة الاعتماد الأكاديمي للهندسة والتقنية المشهورة باسمها المختصر (ABET).

## جوائزه وتكريمه
نال عددًا من الجوائز التكريمية، منها:
- جائزة جامعة الملك عبد العزيز في الترجمة.
- جائزة التميُّز في التدريس من جامعة الملك عبد العزيز.
- جائزة التميُّز في البحث العلمي من جامعة الملك عبد العزيز.
- جائزة التميُّز في البحث العلمي من مدينة الملك عبد العزيز للعلوم والتقنية.
- جائزة التميز في الإرشاد الأكاديمي من كلية الهندسة بجامعة الملك عبد العزيز.
- جائزة التميُّز في تحكيم البحوث العلمية من مدينة الملك عبد العزيز للعلوم والتقنية.

## حياته الشخصية
تزوَّج محمود نديم نحاس عام 1974 بالسيدة سحر بنت محمد كامل أبو صالح من حلب (ابنة عم الدكتور عبد القدوس أبو صالح)، وهي متخصِّصة باللغة العربية وآدابها، وعملت مدَّة في تدريس اللغة العربية للناطقين بغيرها في مراكز الجاليات غير العربية في مدينة جُدَّة.
ولهما أربعةُ أبناء وثلاثُ بنات، هم:
- عبيدة نحاس متخصِّص في العلوم السياسية.
- معاذ نحاس، دكتوراه في الهندسة الكهربائية، وأستاذ في جامعة أم القرى بمكة المكرمة.
- مصعب نحاس، دكتوراه في هندسة الاتصالات، وأستاذ في جامعة جدة.
- حذيفة نحاس، متخصِّص في هندسة الشبكات.
- أروى نحاس، حاصلة على بكالوريوس في الفنون الإسلامية.
- أوفى نحاس، حاصلة على بكالوريوس في دراسات الطفولة المبكِّرة.
- آية نحاس، حاصلة على بكالوريوس وماجستير في الإعلام.

## وصلات خارجية
- موقع الأستاذ الدكتور محمود نديم نحاس.
- معجم مصطلحات علوم هندسة الطيران والفضاء.
- على جناح السرعة.. رحلة سريعة في عالم هندسة الطيران - أ.د. محمود نديم نحاس.
- مشروع تنظيم زيارة الروضة والحجرة الشريفتين في الحرم المدني.